# Edward Bouverie Pusey
Edward Bouverie Pusey nació el 22 de agosto de 1800 en Pusey House, Berkshire, sita en lo que hoy es Oxfordshire, al sureste de Inglaterra; y falleció el 16 de septiembre de 1882 en el Priorato de Ascot, en la misma región. Fue un teólogo reformador de la Iglesia Anglicana y uno de los autores más prominentes del Movimiento de Oxford.

## Biografía
Edward Bouverie Pusey era hijo de Phillip Bouverie, hijo menor del primer vizconde de Folkestone, pero que acabó accediendo al título, y de Lady Lucy Sherard, hija del cuarto conde de Harborough.